# Raphael Semmes
Raphael Semmes, ameriški admiral in general, * 27. september 1809, † 30. avgust 1877.
Od leta 1826 do 1860 je bil pomorski častnik Vojne mornarice ZDA, nato pa od leta 1860 do 1865 pripadnik Konfederacijske vojne mornarice.
Med ameriško državljansko vojno je bil kapitan slavne ladje CSS Alabama, s katero je zajel rekordnih 55 sovražnikovih ladij. Pozneje med vojno je bil povišan v admirala in nekaj časa služil tudi kot brigadni general v Vojski Konfederacijskih držav.